# Ronde van Frankrijk 2023/Vijfde etappe

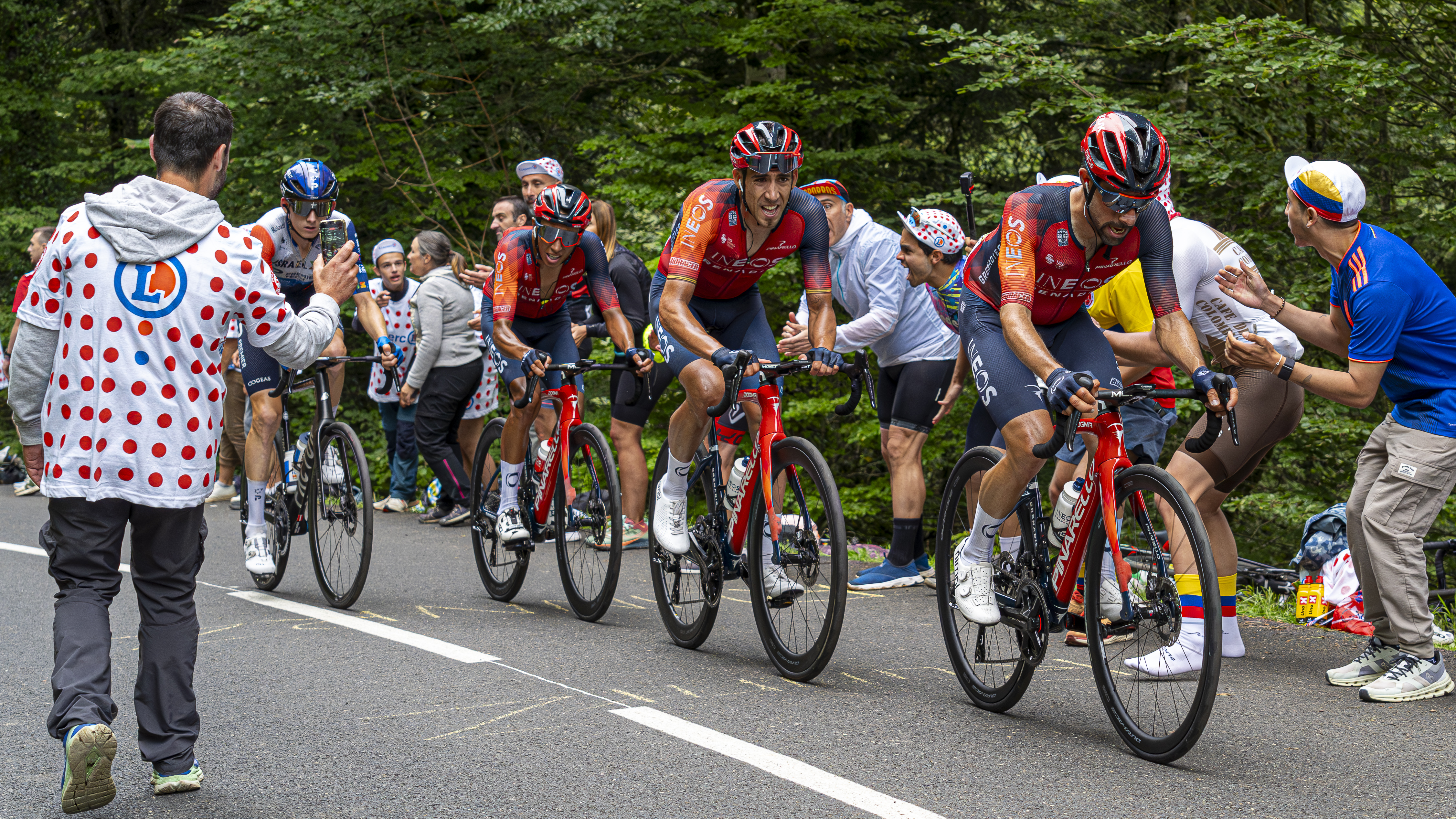
De beklimming van de Col de Marie Blanque

De vijfde etappe van de Ronde van Frankrijk 2023 was een bergrit met een lengte van 162,7 kilometer. De etappe werd verreden op 5 juli met de start in Pau en de finish in Laruns.

## Parcours
De vijfde etappe was de eerste bergetappe deze ronde, na een vlakke aanloop met een tussensprint na 48,8 kilometer in Lanne-en-Barétous begon bij kilometer 73 de bijna 15 kilometer lange beklimming van de Col de Soudet, een berg van de buitencategrie. Na 124,8 kilometer volgde met de Col d'Ichère een heuvel van de derde categorie om na de afdaling meteen te beginnen aan de beklimming van de Col de Marie Blanque van de eerste categorie. Vandaar volgde de afdaling en nog bijna 20 kilometer fietsen naar de eindstreep in Laruns.

## Verloop
Jai Hindley heeft de vijfde etappe van deze Tour gewonnen met een solo op de slotklim en hij veroverde als klap op de vuurpijl de gele trui.
In de aanloop naar de Col de Soudet sloop Hindley mee in een kopgroep van 36 renners met daarin veel toppers. UAE-Emirates had Felix Großschartner en Marc Soler als pionnen vooruit gestuurd en Jumbo-Visma Wout van Aert, Tiesj Benoot en Christophe Laporte om hun kopmannen Tadej Pogačar en Jonas Vingegaard later in de etappe te helpen.
Vlak onder de top van de Col de Soudet demarreerde de Oostenrijker Felix Gall uit de kopgroep en haalde de 20 punten voor het bergklassement op. Daniel Martínez en Giulio Ciccone volgden en Jai Hindley kwam vier minuten voor Pogačar en Vingegaard over de top. Na de afdaling sprong de Let Krists Neilands weg, Julian Alaphilippe en Wout van Aert konden hem pas net na de top van de Col d'Ichère bijhalen. Intussen hadden Großschartner en Soler zich terug laten zakken in het peloton om te helpen de achterstand op de kopgroep te verkleinen maar bij het begin van de slotklim op de Col de Marie Blanque was de achterstand nog altijd drie minuten.
Op de Marie Blanque was de originele kopgroep in iets kleiner formaat weer bij elkaar en vier kilometer onder de top demarreerde Gall wederom, alleen Hindley kon hem volgen op het steilste stuk van de beklimming. Toen het peloton op die plek aankwam zaten Pogačar en Adam Yates inmiddels zonder ploeggenoten en hielp de teruggezakte Van Aert het tempo hoog te houden voor Vingegaard. Niet veel later nam Sepp Kuss de taak van Van Aert over, moest Yates lossen en kon alleen Pogačar nog volgen. Twee kilometer onder de top versnelde Vingegaard en reed naar de kleine kopgroep toe, Pogačar haakte af. Hindley kwam voor de inmiddels geloste Gall over de top waarbij de laatste wel de bolletjestrui veilig stelde. Vingegaard kwam met een minuut achterstand over de top en kon deze achterstand niet goed maken in de afdaling naar de finish in Laruns en miste ook de bonificatieseconden omdat Ciccone, Emanuel Buchmann en Gall nog voor hem eindigden.

## Uitslag etappe
| Pau – Laruns (162,7 km) |                          |                   |          |
| Plaats                  | Naam                     | Ploeg             | Tijd     |
| 1                       | Jai Hindley              | BORA-hansgrohe    | 3u57'07" |
| 2                       | Giulio Ciccone           | Lidl-Trek         | + 32"    |
| 3                       | Felix Gall               | AG2R-Citroën      | z.t.     |
| 4                       | Emanuel Buchmann         | BORA-hansgrohe    | z.t.     |
| 5                       | Jonas Vingegaard         | Team Jumbo-Visma  | + 34"    |
| 6                       | Mattias Skjelmose Jensen | Lidl-Trek         | + 1'38"  |
| 7                       | Daniel Martinez          | INEOS Grenadiers  | z.t.     |
| 8                       | Tadej Pogačar            | UAE Team Emirates | z.t.     |
| 9                       | David Gaudu              | Groupama-FDJ      | z.t.     |
| 10                      | Carlos Rodríguez         | INEOS Grenadiers  | z.t.     |
|                         |                          |                   |          |
| 23                      | Tiesj Benoot             | Team Jumbo-Visma  | + 1'57"  |
| 32                      | Wilco Kelderman          | Team Jumbo-Visma  | + 2'55"  |

 –  Wout van Aert was de strijdlustigste renner van de vijfde etappe.

## Klassementen

### Algemeen klassement
| Algemeen klassement (gele trui) |                          |                    |           |
| Plaats                          | Naam                     | Ploeg              | Tijd      |
| Gele trui                       | Jai Hindley              | BORA-hansgrohe     | 22u15'12" |
| 2                               | Jonas Vingegaard         | Team Jumbo-Visma   | + 47"     |
| 3                               | Giulio Ciccone           | Lidl-Trek          | + 1'03"   |
| 4                               | Emanuel Buchmann         | BORA-hansgrohe     | + 1'11"   |
| 5                               | Adam Yates               | UAE Team Emirates  | + 1'34"   |
| 6                               | Tadej Pogačar            | UAE Team Emirates  | + 1'40"   |
| 7                               | Simon Yates              | Team Jayco AlUla   | z.t.      |
| 8                               | Mattias Skjelmose Jensen | Lidl-Trek          | + 1'56"   |
| 9                               | Carlos Rodríguez         | INEOS Grenadiers   | z.t.      |
| 10                              | David Gaudu              | Groupama-FDJ       | z.t.      |
|                                 |                          |                    |           |
| 15                              | Wilco Kelderman          | Team Jumbo-Visma   | + 3'13"   |
| 19                              | Steff Cras               | Team TotalEnergies | + 3'34"   |

### Puntenklassement
| Puntenklassement (groene trui) |                   |                    |        |
| Plaats                         | Naam              | Ploeg              | Punten |
| Groene trui                    | Jasper Philipsen  | Alpecin-Deceuninck | 150    |
| 2                              | Bryan Coquard     | Cofidis            | 84     |
| 3                              | Victor Lafay      | Cofidis            | 80     |
| 4                              | Mads Pedersen     | Lidl-Trek          | 76     |
| 5                              | Wout van Aert     | Team Jumbo-Visma   | 75     |
| 6                              | Caleb Ewan        | Lotto-Dstny        | 73     |
| 7                              | Mark Cavendish    | Astana Qazaqstan   | 62     |
| 8                              | Tadej Pogačar     | UAE Team Emirates  | 50     |
| 9                              | Jordi Meeus       | BORA-hansgrohe     | 44     |
| 10                             | Jai Hindley       | BORA-hansgrohe     | 41     |
|                                |                   |                    |        |
| 17                             | Dylan Groenewegen | Team Jayco AlUla   | 28     |

### Bergklassement
| Bergklassement (bolletjestrui) |                  |                       |        |
| Plaats                         | Naam             | Ploeg                 | Punten |
| Bolletjestrui                  | Felix Gall       | AG2R-Citroën          | 28     |
| 2                              | Giulio Ciccone   | Lidl-Trek             | 19     |
| 3                              | Jai Hindley      | BORA-hansgrohe        | 18     |
| 4                              | Neilson Powless  | EF Education-EasyPost | 18     |
| 5                              | Daniel Martinez  | INEOS Grenadiers      | 15     |
| 6                              | Emanuel Buchmann | BORA-hansgrohe        | 14     |
| 7                              | Krists Neilands  | Israel-Premier Tech   | 8      |
| 8                              | Tadej Pogačar    | UAE Team Emirates     | 7      |
| 9                              | Jonas Vingegaard | Team Jumbo-Visma      | 6      |
| 10                             | Jack Haig        | Bahrain-Victorious    | 5      |
|                                |                  |                       |        |
| 11                             | Pascal Eenkhoorn | Lotto-Dstny           | 3      |

### Jongerenklassement
| Jongerenklassement (witte trui) |                            |                        |           |
| Plaats                          | Naam                       | Ploeg                  | Tijd      |
| Witte trui                      | Tadej Pogačar              | UAE Team Emirates      | 22u16'52" |
| 2                               | Mattias Skjelmose Jensen   | Lidl-Trek              | + 16"     |
| 3                               | Carlos Rodríguez           | INEOS Grenadiers       | z.t.      |
| 4                               | Tom Pidcock                | INEOS Grenadiers       | + 56"     |
| 5                               | Felix Gall                 | AG2R-Citroën           | + 4'22"   |
| 6                               | Matthew Dinham             | Team DSM-Firmenich     | + 16'46"  |
| 7                               | Mathieu Burgaudeau         | Team TotalEnergies     | + 19'12"  |
| 8                               | Tobias Halland Johannessen | Uno-X Pro Cycling Team | + 19'48"  |
| 9                               | Matteo Jorgenson           | Movistar Team          | + 21'32"  |
| 10                              | Maxim Van Gils             | Lotto-Dstny            | + 26'47"  |
|                                 |                            |                        |           |
| 14                              | Lars van den Berg          | Groupama-FDJ           | + 38'54"  |

### Ploegenklassement
| Ploegenklassement |                    |           |
| Plaats            | Ploeg              | Tijd      |
|                   | Team Jumbo-Visma   | 66u50'39" |
| 2                 | INEOS Grenadiers   | + 1'46"   |
| 3                 | Lidl-Trek          | + 3'24"   |
| 4                 | Bahrain-Victorious | + 4'01"   |
| 5                 | Groupama-FDJ       | + 6'15"   |

## Uitvallers
- Luis León Sánchez (Astana Qazaqstan): Niet gestart na val in etappe vier en gebroken sleutelbeen.[1]
- Jacopo Guarnieri (Lotto Dsnty): niet gestart na val in etappe vier met sleutelbeen- en ribbreuken.[2]

1e etappe ·
2e etappe ·
3e etappe ·
4e etappe ·
5e etappe ·
6e etappe ·
7e etappe ·
8e etappe ·
9e etappe ·
10e etappe ·
11e etappe ·
12e etappe ·
13e etappe ·
14e etappe ·
15e etappe ·
16e etappe ·
17e etappe ·
18e etappe ·
19e etappe ·
20e etappe ·
21e etappe
Startlijst · Eindstanden · Afbeeldingen